# Grand Prix USA 2024
Grand Prix USA 2024 (oficiálně Formula 1 Pirelli United States Grand Prix 2024 ) se jela na okruhu Amerik v Austinu v Texasu ve Spojených státech amerických dne 20. října 2024. Závod byl devatenáctým v pořadí v sezóně 2024 šampionátu Formule 1 a čtvrtým v sezóně ve sprintovém formátu.

## Sprintový rozstřel
Sprintový rozstřel se uskutečnil 18. října 2024 v 16:30 místního času (UTC−5).
| Poř.                        | Č. | Jezdec           | Konstruktér                  | Časy v kvalifikaci | Časy v kvalifikaci | Časy v kvalifikaci | Pořadí na startu |
| Poř.                        | Č. | Jezdec           | Konstruktér                  | SQ1                | SQ2                | SQ3                | Pořadí na startu |
| --------------------------- | -- | ---------------- | ---------------------------- | ------------------ | ------------------ | ------------------ | ---------------- |
| 1                           | 1  | Max Verstappen   | Red Bull Racing-Honda RBPT   | 1:33.908           | 1:33.290           | 1:32.833           | 1                |
| 2                           | 63 | George Russell   | Mercedes                     | 1:34.125           | 1:33.544           | 1:32.845           | 2                |
| 3                           | 16 | Charles Leclerc  | Ferrari                      | 1:33.647           | 1:33.392           | 1:33.059           | 3                |
| 4                           | 4  | Lando Norris     | McLaren-Mercedes             | 1:33.919           | 1:33.566           | 1:33.083           | 4                |
| 5                           | 55 | Carlos Sainz Jr. | Ferrari                      | 1:34.109           | 1:33.274           | 1:33.089           | 5                |
| 6                           | 27 | Nico Hülkenberg  | Haas-Ferrari                 | 1:34.825           | 1:33.994           | 1:33.183           | 6                |
| 7                           | 44 | Lewis Hamilton   | Mercedes                     | 1:33.840           | 1:33.370           | 1:33.378           | 7                |
| 8                           | 20 | Kevin Magnussen  | Haas-Ferrari                 | 1:34.403           | 1:33.788           | 1:33.398           | 8                |
| 9                           | 22 | Júki Cunoda      | RB-Honda RBPT                | 1:34.646           | 1:34.052           | 1:33.802           | 9                |
| 10                          | 43 | Franco Colapinto | Williams-Mercedes            | 1:34.606           | 1:33.952           | 1:34.406           | 10               |
| 11                          | 11 | Sergio Pérez     | Red Bull Racing-Honda RBPT   | 1:34.333           | 1:34.244           |                    | 11               |
| 12                          | 10 | Pierre Gasly     | Alpine-Renault               | 1:34.865           | 1:34.363           |                    | 12               |
| 13                          | 18 | Lance Stroll     | Aston Martin Aramco-Mercedes | 1:34.324           | Bez času           |                    | 13               |
| 14                          | 14 | Fernando Alonso  | Aston Martin Aramco-Mercedes | 1:34.436           | Bez času           |                    | 14               |
| 15                          | 30 | Liam Lawson      | RB-Honda RBPT                | 1:34.617           | Bez času           |                    | 15               |
| 16                          | 81 | Oscar Piastri    | McLaren-Mercedes             | 1:34.881           |                    |                    | 16               |
| 17                          | 31 | Esteban Ocon     | Alpine-Renault               | 1:34.917           |                    |                    | 17               |
| 18                          | 23 | Alexander Albon  | Williams-Mercedes            | 1:35.054           |                    |                    | PL               |
| 19                          | 77 | Valtteri Bottas  | Kick Sauber-Ferrari          | 1:35.148           |                    |                    | 18               |
| 20                          | 24 | Čou Kuan-jü      | Kick Sauber-Ferrari          | 1:36.472           |                    |                    | 19               |
| 107 % času vítěze: 1:40.202 |    |                  |                              |                    |                    |                    |                  |
| Zdroj:                      |    |                  |                              |                    |                    |                    |                  |

Poznámky
1. ↑  Alexander Albon se kvalifikoval jako 18., odstartovat ale musel z boxů kvůli úpravám monopostu během parc fermé.

## Sprint
Sprint se uskutečnil 19. října 2024 ve 13:00 místního času (UTC−5).
| Poř.                                                                                 | No. | Jezdec           | Konstruktér                  | Počet kol | Čas/Odstoupení | Start | Body |
| ------------------------------------------------------------------------------------ | --- | ---------------- | ---------------------------- | --------- | -------------- | ----- | ---- |
| 1                                                                                    | 1   | Max Verstappen   | Red Bull Racing-Honda RBPT   | 19        | 31:06.146      | 1     | 8    |
| 2                                                                                    | 55  | Carlos Sainz Jr. | Ferrari                      | 19        | +3.882         | 5     | 7    |
| 3                                                                                    | 4   | Lando Norris     | McLaren-Mercedes             | 19        | +6.240         | 4     | 6    |
| 4                                                                                    | 16  | Charles Leclerc  | Ferrari                      | 19        | +6.956         | 3     | 5    |
| 5                                                                                    | 63  | George Russell   | Mercedes                     | 19        | +15.766        | 2     | 4    |
| 6                                                                                    | 44  | Lewis Hamilton   | Mercedes                     | 19        | +18.724        | 7     | 3    |
| 7                                                                                    | 20  | Kevin Magnussen  | Haas-Ferrari                 | 19        | +25.161        | 8     | 2    |
| 8                                                                                    | 27  | Nico Hülkenberg  | Haas-Ferrari                 | 19        | +26.588        | 6     | 1    |
| 9                                                                                    | 11  | Sergio Pérez     | Red Bull Racing-Honda RBPT   | 19        | +29.950        | 11    |      |
| 10                                                                                   | 81  | Oscar Piastri    | McLaren-Mercedes             | 19        | +37.059        | 16    |      |
| 11                                                                                   | 22  | Júki Cunoda      | RB-Honda RBPT                | 19        | +38.363        | 9     |      |
| 12                                                                                   | 43  | Franco Colapinto | Williams-Mercedes            | 19        | +39.460        | 10    |      |
| 13                                                                                   | 18  | Lance Stroll     | Aston Martin Aramco-Mercedes | 19        | +41.236        | 13    |      |
| 14                                                                                   | 10  | Pierre Gasly     | Alpine-Renault               | 19        | +41.995        | 12    |      |
| 15                                                                                   | 31  | Esteban Ocon     | Alpine-Renault               | 19        | +42.804        | 17    |      |
| 16                                                                                   | 30  | Liam Lawson      | RB-Honda RBPT                | 19        | +44.008        | 15    |      |
| 17                                                                                   | 23  | Alexander Albon  | Williams-Mercedes            | 19        | +44.564        | PL    |      |
| 18                                                                                   | 14  | Fernando Alonso  | Aston Martin Aramco-Mercedes | 19        | +46.807        | 14    |      |
| 19                                                                                   | 24  | Čou Kuan-jü      | Kick Sauber-Ferrari          | 19        | +52.842        | 19    |      |
| 20                                                                                   | 77  | Valtteri Bottas  | Kick Sauber-Ferrari          | 19        | +54.476        | 18    |      |
| Nejrychlejší kolo: Max Verstappen (Red Bull Racing-Honda RBPT) – 1:37.463 (19. kolo) |     |                  |                              |           |                |       |      |
| Zdroj:                                                                               |     |                  |                              |           |                |       |      |

Poznámky
1. ↑  Oscar Piastri obdržel penalizaci 5 sekund za vytlačení Pierra Gaslyho z trati. Jeho konečná pozice tím nebyla ovlivněna.

## Kvalifikace
Kvalifikace se uskutečnila 19. října 2024 v 17:00 místního času (UTC−5).
| Poř.                        | Č. | Jezdec           | Konstruktér                  | Časy v kvalifikaci | Časy v kvalifikaci | Časy v kvalifikaci | Pořadí na startu |
| Poř.                        | Č. | Jezdec           | Konstruktér                  | Q1                 | Q2                 | Q3                 | Pořadí na startu |
| --------------------------- | -- | ---------------- | ---------------------------- | ------------------ | ------------------ | ------------------ | ---------------- |
| 1                           | 4  | Lando Norris     | McLaren-Mercedes             | 1:33.616           | 1:32.851           | 1:32.330           | 1                |
| 2                           | 1  | Max Verstappen   | Red Bull Racing-Honda RBPT   | 1:33.046           | 1:32.584           | 1:32.361           | 2                |
| 3                           | 55 | Carlos Sainz Jr. | Ferrari                      | 1:33.556           | 1:32.836           | 1:32.652           | 3                |
| 4                           | 16 | Charles Leclerc  | Ferrari                      | 1:33.241           | 1:32.962           | 1:32.740           | 4                |
| 5                           | 81 | Oscar Piastri    | McLaren-Mercedes             | 1:33.864           | 1:33.057           | 1:32.950           | 5                |
| 6                           | 63 | George Russell   | Mercedes                     | 1:33.536           | 1:33.142           | 1:32.974           | PL               |
| 7                           | 10 | Pierre Gasly     | Alpine-Renault               | 1:33.550           | 1:33.162           | 1:33.018           | 6                |
| 8                           | 14 | Fernando Alonso  | Aston Martin Aramco-Mercedes | 1:33.973           | 1:33.429           | 1:33.309           | 7                |
| 9                           | 20 | Kevin Magnussen  | Haas-Ferrari                 | 1:33.564           | 1:33.474           | 1:33.481           | 8                |
| 10                          | 11 | Sergio Pérez     | Red Bull Racing-Honda RBPT   | 1:33.611           | 1:33.020           | Bez času           | 9                |
| 11                          | 22 | Júki Cunoda      | RB-Honda RBPT                | 1:33.795           | 1:33.506           |                    | 10               |
| 12                          | 27 | Nico Hülkenberg  | Haas-Ferrari                 | 1:33.601           | 1:33.544           |                    | 11               |
| 13                          | 31 | Esteban Ocon     | Alpine-Renault               | 1:33.986           | 1:33.597           |                    | 12               |
| 14                          | 18 | Lance Stroll     | Aston Martin Aramco-Mercedes | 1:34.033           | 1:33.759           |                    | 13               |
| 15                          | 30 | Liam Lawson      | RB-Honda RBPT                | 1:33.339           | Bez času           |                    | 19               |
| 16                          | 23 | Alexander Albon  | Williams-Mercedes            | 1:34.051           |                    |                    | 14               |
| 17                          | 43 | Franco Colapinto | Williams-Mercedes            | 1:34.062           |                    |                    | 15               |
| 18                          | 77 | Valtteri Bottas  | Kick Sauber-Ferrari          | 1:34.152           |                    |                    | 16               |
| 19                          | 44 | Lewis Hamilton   | Mercedes                     | 1:34.154           |                    |                    | 17               |
| 20                          | 24 | Čou Kuan-jü      | Kick Sauber-Ferrari          | 1:34.228           |                    |                    | 18               |
| 107 % času vítěze: 1:39.559 |    |                  |                              |                    |                    |                    |                  |
| Zdroj:                      |    |                  |                              |                    |                    |                    |                  |

Poznámky
1. ↑  George Russell se kvalifikoval jako 6., odstartovat ale musel z boxů kvůli úpravám monopostu během parc fermé.
2. ↑  Liam Lawson musel odstartovat z konce startovního pole kvůli překročení maximálního povoleného počtu komponent pohonné jednotky.
3. ↑  Čou Kuan-jü obdržel penalizaci 5 míst na startu za nasazení nového komponentu.

## Závod
Závod se uskutečnil 20. října 2024 ve 14:00 místního času (UTC−5).
| Poř.                                                                   | No. | Jezdec           | Konstruktér                  | Počet kol | Čas/Odstoupení | Start | Body |
| ---------------------------------------------------------------------- | --- | ---------------- | ---------------------------- | --------- | -------------- | ----- | ---- |
| 1                                                                      | 16  | Charles Leclerc  | Ferrari                      | 56        | 1:35:09.639    | 4     | 25   |
| 2                                                                      | 55  | Carlos Sainz Jr. | Ferrari                      | 56        | +8.562         | 3     | 18   |
| 3                                                                      | 1   | Max Verstappen   | Red Bull Racing-Honda RBPT   | 56        | +19.412        | 2     | 15   |
| 4                                                                      | 4   | Lando Norris     | McLaren-Mercedes             | 56        | +20.354        | 1     | 12   |
| 5                                                                      | 81  | Oscar Piastri    | McLaren-Mercedes             | 56        | +21.921        | 5     | 10   |
| 6                                                                      | 63  | George Russell   | Mercedes                     | 56        | +56.295        | PL    | 8    |
| 7                                                                      | 11  | Sergio Pérez     | Red Bull Racing-Honda RBPT   | 56        | +59.072        | 9     | 6    |
| 8                                                                      | 27  | Nico Hülkenberg  | Haas-Ferrari                 | 56        | +1:02.957      | 11    | 4    |
| 9                                                                      | 30  | Liam Lawson      | RB-Honda RBPT                | 56        | +1:10.563      | 19    | 2    |
| 10                                                                     | 43  | Franco Colapinto | Williams-Mercedes            | 56        | +1:11.979      | 15    | 1    |
| 11                                                                     | 20  | Kevin Magnussen  | Haas-Ferrari                 | 56        | +1:19.782      | 8     |      |
| 12                                                                     | 10  | Pierre Gasly     | Alpine-Renault               | 56        | +1:30.558      | 6     |      |
| 13                                                                     | 14  | Fernando Alonso  | Aston Martin Aramco-Mercedes | 55        | +1 kolo        | 7     |      |
| 14                                                                     | 22  | Júki Cunoda      | RB-Honda RBPT                | 55        | +1 kolo        | 10    |      |
| 15                                                                     | 18  | Lance Stroll     | Aston Martin Aramco-Mercedes | 55        | +1 kolo        | 13    |      |
| 16                                                                     | 23  | Alexander Albon  | Williams-Mercedes            | 55        | +1 kolo        | 11    |      |
| 17                                                                     | 77  | Valtteri Bottas  | Kick Sauber-Ferrari          | 55        | +1 kolo        | 16    |      |
| 18                                                                     | 31  | Esteban Ocon     | Alpine-Renault               | 55        | +1 kolo        | 12    |      |
| 19                                                                     | 24  | Čou Kuan-jü      | Kick Sauber-Ferrari          | 55        | +1 kolo        | 18    |      |
| Ret                                                                    | 44  | Lewis Hamilton   | Mercedes                     | 1         | Roztočení      | 17    |      |
| Nejrychlejší kolo: Esteban Ocon (Alpine-Renault) – 1:37.330 (53. kolo) |     |                  |                              |           |                |       |      |
| Zdroj:                                                                 |     |                  |                              |           |                |       |      |

Poznámky
1. ↑  Lando Norris skončil 3., obdržel ale penalizaci 5 sekund za opuštění trati a získání výhody.
2. ↑  Pierre Gasly obdržel penalizaci 5 sekund za opuštění trati a získání výhody. Jeho konečná pozice tím nebyla ovlivněna.
3. ↑  Júki Cunoda obdržel penalizaci 5 sekund za vytlačení Alexandera Albona z trati. Jeho konečná pozice tím nebyla ovlivněna.

## Průběžné pořadí po závodě
|        | Pořadí | Jezdec           | Body |
| ------ | ------ | ---------------- | ---- |
|        | 1      | Max Verstappen   | 354  |
|        | 2      | Lando Norris     | 297  |
|        | 3      | Charles Leclerc  | 275  |
|        | 4      | Oscar Piastri    | 247  |
|        | 5      | Carlos Sainz Jr. | 215  |
| Zdroj: |        |                  |      |

|        | Pořadí | Konstruktér                  | Body |
| ------ | ------ | ---------------------------- | ---- |
|        | 1      | McLaren-Mercedes             | 544  |
|        | 2      | Red Bull Racing-Honda RBPT   | 504  |
|        | 3      | Ferrari                      | 496  |
|        | 4      | Mercedes                     | 344  |
|        | 5      | Aston Martin Aramco-Mercedes | 86   |
| Zdroj: |        |                              |      |